# Dicranophragma perlatum
Dicranophragma perlatum là một loài ruồi trong họ Limoniidae. Chúng phân bố ở miền Cổ bắc.